# Antiblemma ceres
Antiblemma ceres là một loài bướm đêm trong họ Erebidae.